# 하타야촌 (아키타현)
하타야촌(畑屋村)은 아키타현 센보쿠군에 있던 촌이다. 현재의 미사토정 중부에 해당한다.

## 지리
동서로 길게 뻗은 순수 농촌 지역으로, 야마토어로 '하타야'는 경작지를 뜻한다. 아키타현 도로 11호 가쿠노다테 로쿠고선(통칭 '가쿠로쿠선')이 남북을 가로지르며, 그 길과 교차하는 동서로 긴 마을길(현재는 마을길)을 따라 마을이 자리잡고 있다. 나카노・즈카・아케보쿠 주변은 부채꼴 모양의 지형인 부채꼴 중앙부에 해당하며, 과거에는 밭이 많았으나 현재는 논농사가 진행되고 있다. 상류의 가나자와 히가시네에는 논 외에 과수원도 볼 수 있다. 가미하타야・안죠지(安城寺)는 부채꼴에 해당하며, 용수 지대이다. '하타야 토끼'는 큰 것은 10킬로그램에 달하는 일본 제일의 대형 품종 토끼로 알려져 있다.

## 역사
- 1889년 4월 1일 - 정촌제 시행에 의해 6촌의 구역으로 성립하였다.
- 1955년 3월 31일 - 센야촌과 합병해 센하타촌이 성립해, 동일 하타야촌이 폐지되었다.